# Jindřich Ferenc
Jindřich Ferenc (18. června 1881 Žďár nad Sázavou – 24. června 1958 Mariánské Lázně) byl český hudební skladatel a básník.

## Život
Po studiích na reálce v Novém Městě na Moravě pokračoval studiem varhan na Pražské konzervatoři. Po absolvování konzervatoře si otevřel hudební školu ve Žďáru a stal se tam i ředitelem kůru. V roce 1922 nastoupil jako učitel zpěvu na učitelský ústav v Přerově. Učil pak na učitelském ústavu v Příbrami, až v roce 1924 zakotvil na Kladně. V Kladně, s výjimkou krátkého působení v Hořovicích, setrval až do své smrti.
Kromě pedagogické a skladatelské činnosti napsal několik básnických sbírek a divadelních her. Některé své texty i zhudebnil.

## Dílo (výběr)

### Komorní skladby
- 1. smyčcový kvartet (1929)
- 2. smyčcový kvartet (1930)
- 3. smyčcový kvartet (1934)
- 4. smyčcový kvartet „Píseň o velké lásce“ (1929)
- 5. smyčcový kvartet (věnován Ostravsku, 1952)

### Orchestrální skladby
- Cigánský tanec (1923)
- Předehra G-dur (1924)
- Písně lásky pro orchestr, celestu a bicí nástroje (1930)
- Taneční suita (1938)
- Vánoční symfonie (1938)
- Houslový koncert

### Písně
- Tři zpěvy z Tyrolských elegií (Karel Havlíček Borovský, 1930)
- Cikánské písně (1930)
- Komedie ve třech polibcích (na slova Arthura Rimbauda, 1933)
- Šest let mučili nás
- Píseň o Lidicích
- Několik písní na slova Jana Nerudy aj.

### Sbory
- Jarní písničky (1933)
- Dva sbory na slova Vítězslava Hálka (1933)
- Vzhůru již hlavu národe (Jan Neruda)
- Šťastnému děvčátku (Jiří Wolker, 1934)
- Moje píseň (1934)

### Kantáty
- Smrt Kozinova (získala cenu pražského Hlaholu, 1923)
- Sirotek (1931)
- Pole (1948)
- Hrabyň (1952)

### Chrámové skladby
- Stabat Mater (1929)
- Česká vánoční mše (1943)

Drobné instruktivní skladby pro potřebu výuky (např. klavírní Tanečky, Loutkám pro radost)